# Diego Gómez García
Diego Ernesto Gómez García  (Malvarrosa, 28 de abril de 1958) es un profesor español, expresidente de Escola Valenciana y alcalde de Alcira.

## Biografía
Nacido en Valencia, Diego ha dedicado la mayor parte de su vida a hacer de maestro de escuela a la Ribera, primero en Carcagente y después en Alcira. Durante 8 años ha presidido la asociación Escola Valenciana.
Una vez dejó de estar al frente de la asociación pedagógica, empezó a interesarse por la situación política de la comunidad valenciana, formando la plataforma En Moviment.
En las elecciones municipales de 2011 fue como número 3 de la lista de Compromís por Alcira, siendo elegido concejal. De forma simbólica, también fue en las últimas posiciones de la lista de Coalició Compromís en las elecciones a las Cortes Valencianas de 2011.
En septiembre de 2011, se postuló como precandidato de Compromís para las elecciones generales de 2011. Cerró finalmente la lista que encabezó el diputado Joan Baldoví.